# Сухов, Андрей Борисович
Андрей Борисович Сухов — специалист по проектированию атомных электростанций, лауреат Государственной премии СССР (1974).
Родился в 1925 году в Москве. Участник Великой Отечественной войны в составе 404 опаб 54 УР.
С 1952 по 1988 год работал в институте (ВГПИ) «Теплоэлектропроект» («Атомтеплоэлектропроект»): техник, инженер-теплотехник, с 1957 г. руководитель группы ОКП-7 (отдела комплексного проектирования), с 1958 г. начальник сектора, с 1961 г. заместитель главного инженера.
Руководил проектированием Ново-Воронежской АЭС — первой в СССР промышленной атомной электростанции.
Лауреат Государственной премии СССР (1974) — за создание серии реакторных установок ВВЭР-440 для АЭС.
Заслуженный строитель РСФСР (1984).
С 1988 года на пенсии.